# Нико Ковач
Нико Ковач (Берлин, 15. октобар 1971) јесте хрватски фудбалски тренер и бивши фудбалер. Тренутно је тренер Борусије из Дортмунда.

## Играчка каријера

### Клубови
Ковач је пореклом из Ливна (село Луснић), а рођен је у Берлину 1971. године. Своју је каријеру је изградио у Бундеслиги, најпре у Херти, где је почео професионалну каријеру 1991. године. Након пет година отишао је у Бајер из Леверкузена, где је играо заједно са братом Робертом.
У Хамбургу је провео две године, до 2001, када је отишао у Бајерн из Минхена. У Херту се вратио 2003. и наставио с добрим играма. Пред крај сезоне 2005/06. челници берлинског клуба су га обавестили да му не желе продужити уговор, па је Ковач каријеру наставио у Ред бул Салцбургу, где је 2009. и завршио играчку каријеру.

### Репрезентација
Ковач је био дугогодишњи капитен фудбалске репрезентације Хрватске. За Хрватску је играо на Светском првенству 2002 у Јапану и Јужној Кореји, Европском првенству 2004 у Португалу, Светском првенству 2006. у Немачкој и Европском првенству 2008 у Аустрији и Швајцарској.
За репрезентацију је од 1996. до 2008. одиграо 83 утакмице и постигао 14 погодака.

## Тренерска каријера

### Хрватска
Након неколико година проведених као тренер друге екипе, Ред бул Салцбурга, Нико је заједно са братом Робертом почетком 2013. преузео вођење репрезентације Хрватске до 21 године. Након одласка Игора Штимца са места селектора А репрезентације, 16. октобра 2013. године, Нико Ковач је преузео његову функцију. Хрватска је под вођством Нике у две утакмице баража против Исланда изборила одлазак на СП у Бразилу. На СП у Бразилу репрезентација није прошла групу. Након што је репрезентација освојила само један бод у последњем квалификацијском мини-циклусу при квалификацијама за ЕП 2016. године у Француској (у Азербејџану 0:0, у Норвешкој пораз од 2:0), Извршни одбор савеза једногласно је сменио Нику Ковача са места селектора репрезентације Хрватске.

### Ајнтрахт Франкфурт
Ковач је 8. марта 2016. године постављен за главног тренера Ајнтрахта из Франкфурта. Дебитовао је на клупи Ајнтратха, 12. марта 2016, на мечу са Борусијом из Менхенгладбаха када је његов тим поражен резултатом 3:0. Пошто су завршницу сезоне дочекали на 16. месту, једини спас како не би испали из Бундеслиге било је да савладају Нирнберг. Након гола Хариса Сеферовића Ајнтрахт је победио резултатом 1:0 и остао у Бундеслиги.
Сезону 2016/17. Ковач је са Ајнтрахтом завршио на 11. месту Бундеслиге. Ајнтрахт је стигао до финала Купа где је поражен од Борусије из Дортмунда резултатом 1:2. У наредној 2017/18. сезони Ковач је успео да одведе Ајнтрахт до трофеја у Купу, након што је у финалу савладао Бајерн из Минхена (3:1). То је био први трофеј за Ајнтрахт после 30 година.

### Бајерн Минхен
Ковач је 13. априла 2018. званично потврђен као нови тренер Бајерн Минхена, а клуб је преузео од 1. јула исте године. Први трофеј који је Ковач освојио са Бајерном је био Суперкуп Немачке у августу 2018. Одмах у првој сезони на клупи Бајерна, Ковач осваја и титулу првака Немачке, те тако постаје тек други човек у историји Бајерна који је освојио титулу првака као играч и као тренер. Пре њега, то је пошло за руком само Францу Бекенбауеру. Поред титуле првака, Ковач је са Бајерном у мају 2019. освојио и Куп Немачке. Он је тако постао први човек у историји немачког фудбала који је освојио дуплу круну (првенство и куп) и као играч и као тренер - оба пута са Бајерном, 2019. као тренер и 2003. као играч.
На клупи Бајерна се задржао до 3. новембра 2019, када је смењен после пораза од Ајнтрахта у Франкфурту од 5:1.

### Монако
У јулу 2020. године је постављен за тренера Монака.

## Трофеји (као играч)

### Бајерн Минхен
- Бундеслига (1) : 2002/03.
- Куп Немачке (1) : 2002/03.
- Интерконтинентални куп (1) : 2001.
- УЕФА суперкуп : финале 2001.

## Трофеји (као тренер)

### Ајнтрахт Франкфурт
- Куп Немачке (1) : 2017/18.

### Бајерн Минхен
- Првенство Немачке (1) : 2018/19.
- Куп Немачке (1) : 2018/19.
- Суперкуп Немачке (1) : 2018.